# Chợ Bo-bae
Chợ Bo–bae (tiếng Thái: โบ๊เบ๊, phát âm là Bô-bế, người Việt quen gọi là chợ Bò bé, hoặc chợ Bò bê) là chợ bán buôn lớn ở Bangkok và là khu phức hợp mua sắm, vui chơi giải trí, khách sạn, nhà hàng cao cấp, khu trung tâm thương mại. Bên cạnh chợ Bo-bae là Trung tâm thương mại Bo-bae (Bobae Tower)

## Vị trí
Chợ Bo-bae nằm gần ga Hua Lom Pong, trên đường Krung Kasem. Chợ nằm cách trung tâm mua sắm Maboonkrong (MBK): 1,3 km nằm trên đường Krung Kasem. Chợ cách trung tâm mua sắm  Siam Square 1,6 km, Siam Paragon 1,7 km, cách trung tâm sách Chula 1,7 km và cách chợ Pratunam 2,3 km.
Chợ nằm ở một vị trí thuận lợi và là chợ nằm trong cung đường tham quan của khách du lịch thuận tiện. Các điểm tham quan và các khu trung tâm mua sắm, các siêu thị, tượng đài, chùa nằm trong bán kính rất gần, thuận tiện cho việc tham quan kết hợp mua sắm, bao gồm:
- Trok Rong Phlathu
- Wat Chamni Hatthakan
- Sangkanjanawani
- Cục Phát triển năng lượng
- MBK Complex
- Parusakkawan Palace
- Tượng thờ vua Chulalongkorn
- Bảo tàng quốc gia
- Chula Book Center
- Chợ Pratunam
- No Hands
- India Hut
- Shabala
- Thong Ki Restaurant
- Si Fo Restaurant
- Da Mimi
- Chi Bang Restaurant
- Coca Suki
- Wat Baromnivat
- Medical Science School
- Hua Chiew University
- Wat Chai Mongkhon
- Jindarat Ground
- Taphatsadin Ground
- Công viên 4 mùa  (Four Seasons Park)
- Công viên Rommaneenard
- Sanam Luang

## Miêu tả
- Chợ Bo – Bea : Chợ là chợ sỉ, bán hầu hết rất nhiều mặt hàng và là thị trường xuất khẩu chủ yếu của Thái như quần áo, hàng gia dụng, hàng kim khí điện máy.
- Trung tâm thương mại Bo Bea; cũng là trung tâm bán sỉ và là thị trường cung cấp hàng hóa cho nước ngoài, chợ rất ít người dân địa phương mà nhiều nhất vẫn là những thương lái đến từ nước ngoài và khách du lịch. Có tất cả hơn 700 gian hàng trong trung tâm thương mại này, chợ bán hàng kim khí điện máy chiếm đa số và quần áo, vải vóc và các sản phẩm điện tử cao cấp. Chợ hầu hết là khách hàng đến từ Nga; một số cửa hàng  trong trung tâm thương mại này được viết bằng tiếng Nga là chủ yếu. Trung tâm thương mại còn là khu khách sạn nhà hàng cao cấp 4-5 sao như: Prince Palace Hotel [2]